# 2007-es Formula–1-es kémbotrány

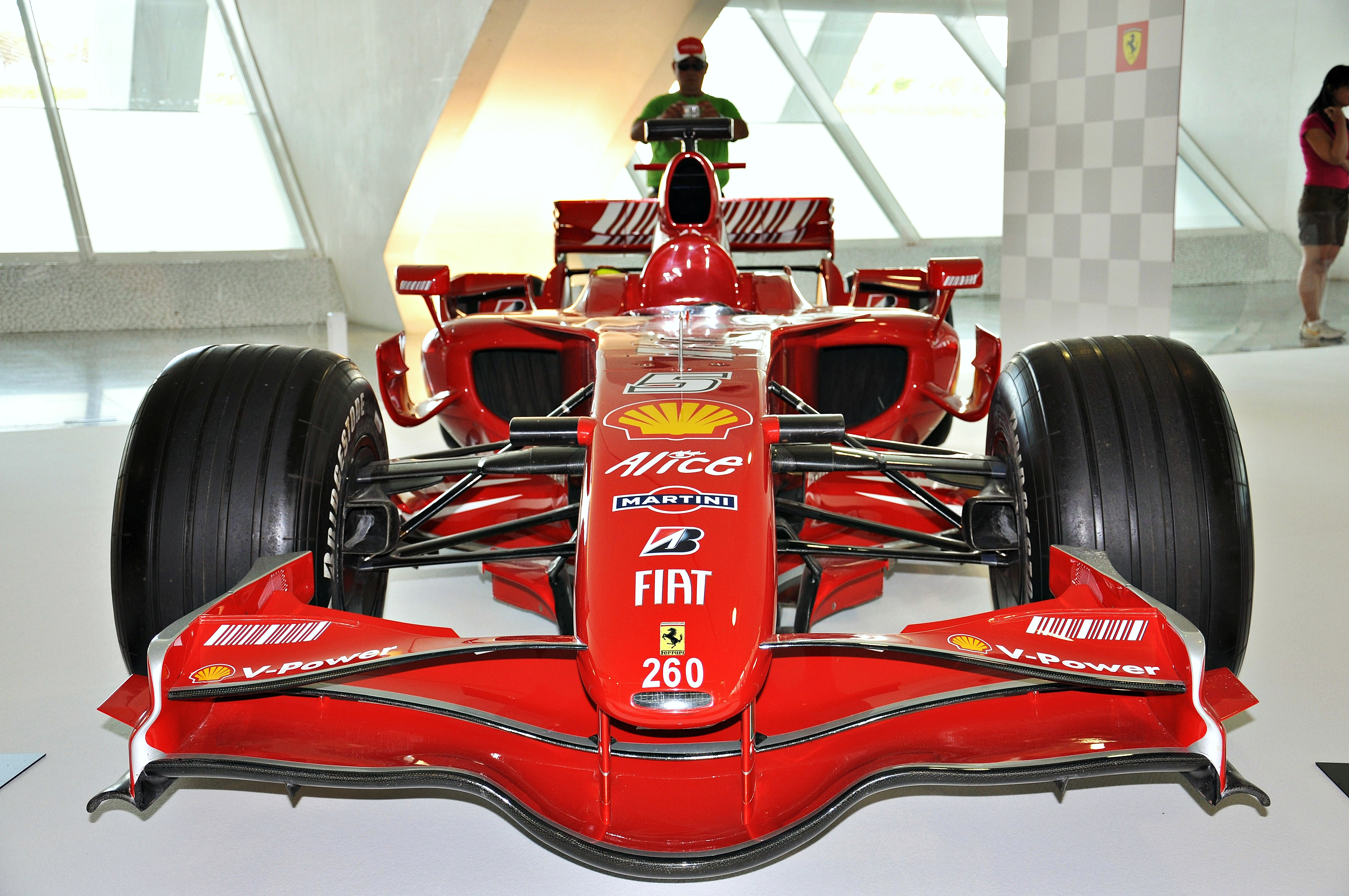
A Ferrari F2007

A 2007-es Formula–1-es kémbotrány, közkeletű nevén Spygate vagy Stepneygate, a Formula–1-es csapatok közötti technikai információk illegális módon történő eljuttatásával kapcsolatos botrány volt a sportág történetében. Az ügyben a McLaren, a Ferrari és a Renault csapatai voltak érintettek.
Az ügyben eredetileg a Ferrari csapata kezdeményezett eljárást egy korábbi dolgozója, Nigel Stepney, a McLaren egyik mérnöke, Mike Coughlan, valamint annak felesége, Trudy Coughlan ellen, mert állításuk szerint technikai információkat loptak tőlük. Az ügyből peres eljárás indult Olaszországban, továbbá indult egy vizsgálat a Nemzetközi Automobil Szövetség (FIA) által is. Miután a Ferrari megegyezett Coughlanékkel, a brit bíróság előtt megindított eljárást megszüntették.
2007. július 26-án az FIA meghallgatást tartott az ügyben, de a McLaren nem kapott büntetést. Azonban szeptember 13-án sor került egy második meghallgatásra is, és az ott előkerült bizonyítékok alapján megbüntették a csapatot. Ezek közül a legkomolyabb az volt, hogy a McLarent kizárták a 2007-es Formula–1 világbajnokság konstruktőri küzdelmeiből és rekordösszegű, 100 millió dolláros büntetést kaptak (melyből végül valószínűleg kevesebbet kellett ténylegesen megfizetniük). A McLarentől származó információk alapján vizsgálatot folytattak a Renault csapatnál is, a gyanú szerint ők információkkal rendelkeztek mind a 2006-os, mind a 2007-es McLaren-autókkal kapcsolatosan. Ezzel az üggyel kapcsolatosan 2007. december 6-án tartott meghallgatást az FIA.

## Háttere
Michael Schumacher, Ross Brawn, Jean Todt és Rory Byrne mellett Nigel Stepney is a tagja volt annak a csapatnak, amely a Ferrari csapatának sikert sikerre halmozó felemelkedését eredményezte az 1990-es évek végétől kezdődően. 2007 februárjában Stepney nyilvánosan is kifejtette, hogy elégedetlen a csapaton belül zajló átalakításokkal, amit Ross Brawn távozása eredményezett.  Azt tervezte, hogy egy éves pihenőre megy, és azt követően vagy visszatér a Ferrarihoz, vagy ha kap egy jobb ajánlatot, akkor egy másik csapathoz. Ugyanebben a hónapban a Ferrari bejelentette, hogy Stepney új pozíciót kap, és ő lesz a teljesítményfejlődését felelős csapat vezetője. Mindez azzal járt együtt, hogy többé nem vett részt a versenyeken.

## Részletek

### Vádak Stepneyvel szemben

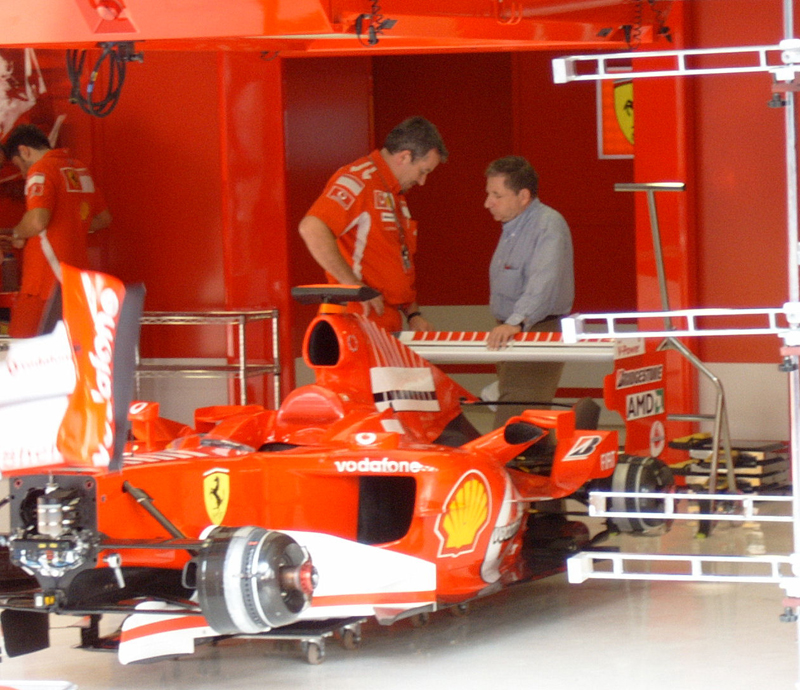
Nigel Stepney és Jean Todt a 2005-ös Formula-1 olasz nagydíjon a Ferrari csapatánál.

2007. június 17-én, a 2007-es Formula-1 amerikai nagydíj hetében a Ferrari hivatalosan feljelentést tett Stepneyvel szemben, ami miatt Modenában a kerületi ügyész büntetőeljárást kezdeményezett Olaszországban. Július 3-án a Gazzetta dello Sport jelentette, hogy a Ferrarinál lezajlott egy belső vizsgálat, aminek eredményeképp kirúgták Stepneyt. Ezzel egy időben a Ferrari sajtófőnöke, Luca Colajanni azt mondta az ITV-nek, hogy Stepney kirúgása a monacói nagydíj előtt a Ferrari gyárában történt szabálytalanságokkal volt összefüggésben.

### Vádak Coughlannel szemben
Stepney kirúgásával egyidejűleg a Ferrari azt is bejelentette, hogy feljelentést tesznek a Vodafone McLaren-Mercedes csapat egyik mérnöke, jelesül Mike Coughlan ellen is, akit ekkor még nem neveztek meg. Coughlant a McLaren azonnal kirúgta, amint kiderült az érintettsége. Sajtóközleményében a Ferrari kifejtette, hogy a feljelentést technikai adatok ellopása miatt tették meg, és hogy már házkutatást is tartottak az ügyben, ami pozitív eredménnyel zárult. Ennek során pedig olyan iratokat találtak, amelyek a Ferrari maranellói gyárából tűntek el.
2007. július 10-én a brit bíróság előtt is megindult az ügy, ahol Coughlannek lehetősége volt ellenkérelem előterjesztésére. Ekkor kiderült, hogy Coughlan birtokába került 780 oldalnyi, a Ferrari tulajdonát képező dokumentáció, amelyeket a felesége lefénymásolt egy Woking közelében található fénymásolószalonban. A Ferrari erről úgy szerzett tudomást, hogy a szalon egyik dolgozója felhívta rá a figyelmüket. Az illető látta, hogy ezek bizalmas adatok és hogy a Ferrari tulajdonát képezik.
Coughlan nem terjesztett elő ellenkérelmet azért, hogy az Olaszországban zajló büntetőügyben nehogy felhasználják ellene. Július 10-én azonban a Ferrari megegyezett Coughlanékkel: a csapat megszüntette velük szemben az eljárást, cserébe ők teljes körű együttműködést ígértek és azt, hogy az üggyel kapcsolatos fejleményeket teljes diszkrécióval kezelik.
Július 16-án lezajlott a McLaren saját vizsgálata, amelyben megállapítást nyert, hogy egyetlen dolgozójuk kezében sincs és nem is volt adat, amely a Ferraritól származott volna, és július 3-áig senki nem tudott róla, hogy Coughlan az otthonában őrizget ilyesmit.

### Vádak a Renault-val szemben

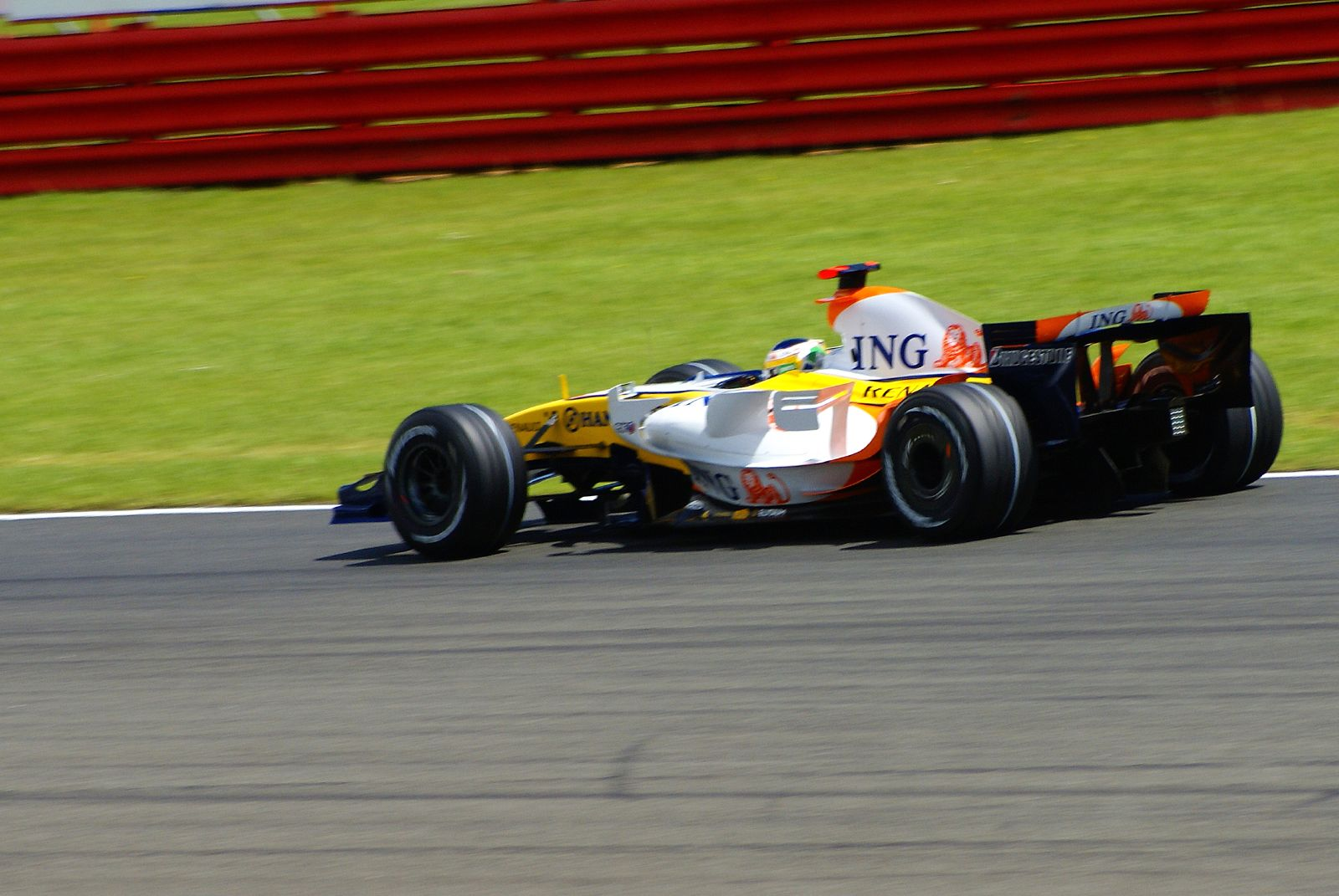
A Renault R27

2007. november 8-án az FIA bejelentette, hogy beidézte a Renault Formula–1-es csapatát is a Motorsport Tanács elé, hogy válaszokat kapjanak arra, hogy volt-e a birtokukban bármiféle bizalmas adat a McLaren 2006-os és 2007-es autóiról. Az FIA közleménye szerint a Renault-hoz olyan információk kerülhettek, melyek az autók fizikai megjelenésével, üzemanyagrendszerével, összeszerelésével, olajhűtőrendszerével, hidraulikus vezérlőrendszerével, és felfüggesztésével kapcsolatosak. A december 6-án tartott meghallgatáson kiderült, hogy mindezek egyetlen dolgozó, Philip Mackereth vonatkozásában merültek fel, éspedig azért, mert az FIA elnöke, Max Mosley szerint ezeket az adatokat akkor vitte át, amikor a McLaren csapatától a Renault-hoz igazolt.

### Az FIA vizsgálata
2007. július 4-én a McLaren kiadott egy közleményt arról, hogy belső vizsgálatba kezdenek, és hogy a Ferrari szellemi tulajdonát képező adatok közül semmi nem került hozzájuk vagy beépítésre az autóikba. Hogy ezt megerősítsék, azt kérték az FIA-tól, hogy vizsgálják meg az autóikat. Mikor kiderült Coughlan érintettsége, a McLaren tervrajzokat és fejlesztési dokumentációkat biztosított az FIA részére, beleértve az ügy kirobbanásától, azaz áprilistól kezdve az autóikon elvégzett fejlesztések adatait is.
Július 12-én az FIA bejelentette, hogy beidézték a McLaren csapatát a Motorsport Tanács elé, a Szabályzat 151. cikkelyének c) pontjának megsértése kapcsán. Ez kimondta, hogy a sportág szabályainak megsértésének minősül bármilyen csalárd magatartás vagy tett, amely általánosságban sérti a motorsportokba vetett bizalmat vagy a versenyt. Július 26-án az FIA megtudta, hogy a McLaren birtokában vannak bizalmas Ferrari-információk, amely a szabályzat egyértelmű megsértése – mivel azonban nem volt arra bizonyíték, hogy azt használták is, ezért nem szabtak ki büntetést. Azt azonban nem zárták ki, hogy újra megnyissák az ügyet, ha előkerülne újabb bizonyíték.

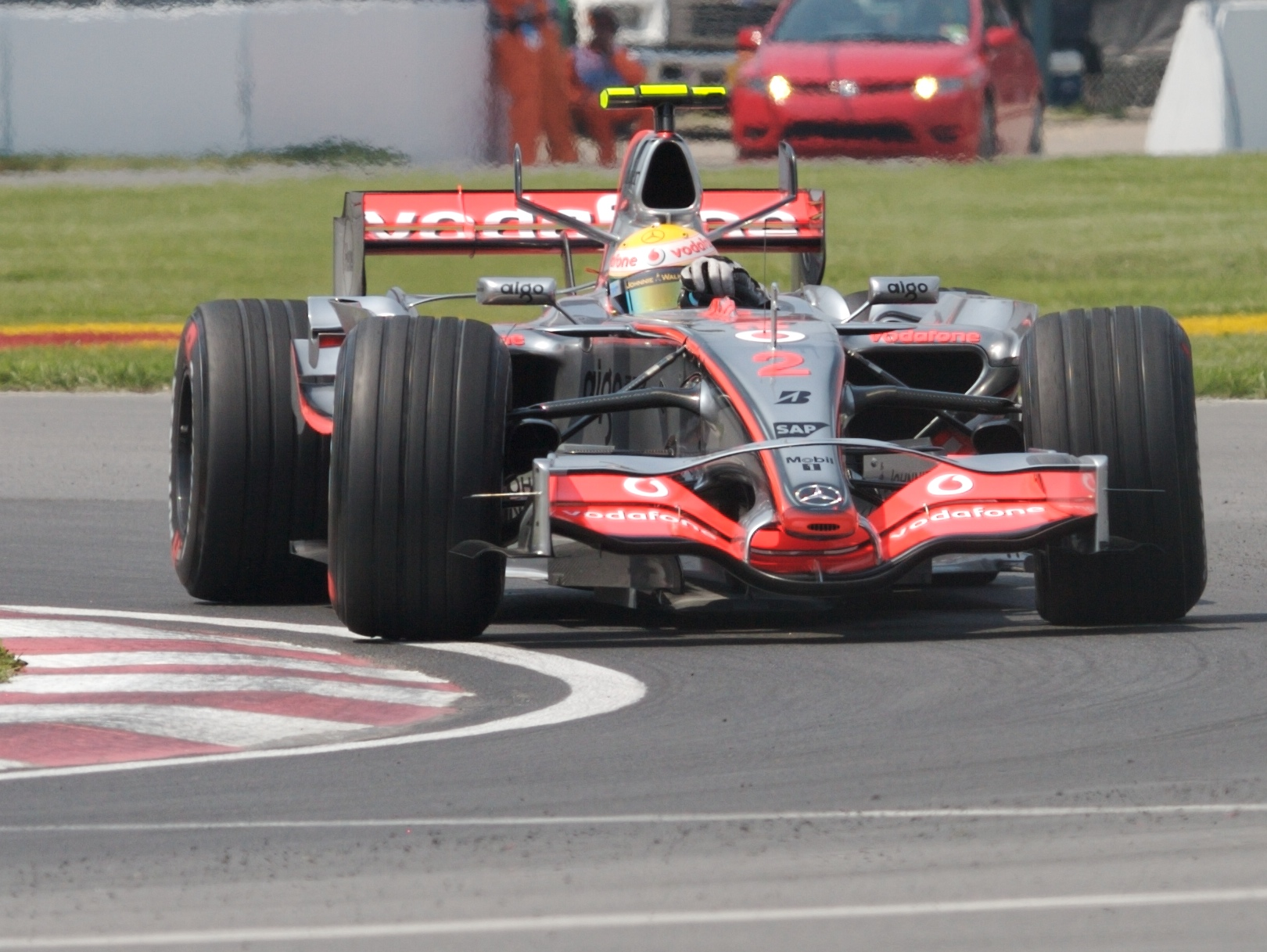
A McLaren MP4-22

A Ferrari a döntést elfogadhatatlannak nevezte, és megfellebbezte azt, amely így szeptember 13-ára került kitűzésre az FIA fellebbviteli bíróságára. Augusztus 1-jén Ron Dennis, a McLaren csapatfőnöke nyílt levelet intézett az olasz motorsport-szövetség elnökéhez, Luigi Macalusóhoz, amelyben azzal vádolta a Ferrarit, hogy hamis állítások alapján vádaskodik, sőt még azt is, hogy az ausztrál nagydíjat megnyerő autójuk illegális. A McLaren állítása szerint az illegális padlóelemükről Stepneytől szereztek tudomást, aki csak mint visszaélést bejelentő személy, "whistleblower" mondta el azt nekik. Az esetet követően azonban Jonathan Neale felszólította Coughlant, hogy szakítsa meg a kapcsolatot Stepneyvel. A McLaren ezzel tulajdonképpen megvádolta a Ferrarit, hogy ezt az ügyet akarták elmismásolni, amiről ők is tudtak, a kikerült 780 oldalas technikai dokumentációról azonban semmit sem.
Nem sokkal ezután következett a 2007-es Formula-1 magyar nagydíj, amely a McLaren számára botrányosan telt. Lewis Hamilton figyelmen kívül hagyott egy csapatutasítást, amivel hátrányba hozta csapattársát, Fernando Alonsót. Alonso bosszúból feltartotta Hamiltont a boxutcában az időmérő edzés alatt, csak azért, hogy már ne legyen lehetősége gyors kört menni. A tévéközvetítésben jól lehetett látni, ahogy Ron Dennis dühödten hajítja el a fejhallgatóját eközben, majd az időmérő edzés végeztével komoly beszélgetést folytatott Alonso személyi edzőjével. A futam reggelén, augusztus 5-én Alonso találkozott Ron Dennis-szel a McLaren motorhome-jában, és állítólag megfenyegette, hogy az FIA tudomására fogja hozni azt az e-mail váltást, amely Coughlan és a McLaren tesztpilótája, Pedro de la Rosa között zajlott. Max Mosley később elmondta, hogy ezt a beszélgetést Ron Dennis hozta a tudomására, aki azt mondta, hogy mindez csak üres fenyegetőzés, ugyanis semmi releváns információ nincs bennük – ha lenne, már elmondta volna Mosley-nak.
Szeptember 5-én az FIA bejelentette, hogy új bizonyítékok állnak rendelkezésére az üggyel kapcsolatosan, és hogy a szeptember 13-ai fellebbezést tárgyalás helyett újranyitják a bizonyítási eljárást. Mint kiderült, az új bizonyítékok e-mailek voltak, amelyeket Bernie Ecclestone részére juttattak el, aki erről tájékoztatta az FIA-t. Az FIA felhívta Alonsót, Hamiltont és de la Rosát, hogy szolgáltassanak erről információkat és segítsék a vizsgálatot. Cserébe azt ígérték, hogy együttműködésük fejében nem indítanak velük szemben olyan eljárást, amely őket személyesen érintené a sportág szabályainak megszegése miatt. Arra is figyelmeztették őket, hogy ha bármilyen lényeges információt eltitkolnak, annak következményei lesznek.
Szeptember 11-én a McLaren csapata kérdéseket intézett az FIA-hoz a Renault csapat, illetve potenciálisan más csapatok kapcsán. Akkor még nem volt egyértelmű, hogy ezek a kérdések a kémbotránnyal összefüggésben lettek feltéve, azonban a McLaren leszögezte, hogy ha őket bűnösnek találták, akkor más csapatokat is annak fognak.
Szeptember 13-án az FIA megtartotta a meghallgatást, amelyen döntést is hoztak. Kimondták, hogy a McLaren jogellenesen szerzett és birtokolt a Ferraritól származó technikai információkat, ez pedig csalárd és sportszerútlen módon juttatta őket előnyhöz. Emiatt a McLaren összes konstruktőri pontját törölték és egyben kizárták őket a 2007.es konstruktőri bajnokságból. Ráadásul rekordösszegű, 100 millió dolláros büntetéssel sújtották őket, amihez még hozzájött a pontjaik nullázása miatt a tévés közvetítésekből és az utazási költségtérítésből való részesedés megvonása. Kötelezték továbbá őket, hogy a 2008-as évre tervezett autójukat küldjék el vizsgálatra. Fernando Alonso és Lewis Hamilton megtarthatták a pontjaikat az egyéni világbajnokságban, ugyanis ők az együttműködésük miatt büntetlenséget kaptak cserébe. A csapat nem kapott eltiltást, és a korábban szerzett pontjaikat csak az egyéni világbajnokságba számolták bele. Hamilton esetében, aki megnyerte a japán nagydíjat, a büntetés része volt továbbá, hogy a csapat részéről nem jöhetett fel senki a dobogóra.
Szeptember 14-én Ron Dennis bejelentette, hogy ő maga volt, aki értesítette az FIA-t, hogy új bizonyítékok állnak rendelkezésre. Szeptember 15-én Max Mosley ezt megcáfolta, és azt mondta, hogy ő értesítette az FIA-t, miután megtudta Dennistől, hogy Alonso maga küldte el a leveleket, s így a tudomására jutott, hogy Dennis állításaival szemben igenis fontos dolgok szerepeltek bennük.
Még a vizsgálat alatt, október 21-én, mindkét McLaren-pilóta elbukta a világbajnoki cím megszerzésének esélyét a brazil nagydíjon, és a ferraris Kimi Raikkönen lett a világbajnok.
December 6-án a Renault csapatát is bűnösnek mondták ki egy meghallgatás során, ők azonban semmilyen büntetést nem kaptak.
December 13-án Martin Whitmarsh, a csapat működtetéséért felelős igazgató egy levelet küldött az FIA-nak, mellyel egyidejűleg egy sajtóközleményt is kiadtak. Ebben kijelentik, hogy elismerik, hogy néhány McLaren-dolgozónak hozzáférése volt a Ferrari adataihoz, és elnézést kért azért, hogy erre a vizsgálatra volt szükség azért, hogy ez napvilágra kerüljön. Bocsánatot kért továbbá mindenért és biztosított mindenkit arról, hogy azon vannak, hogy ez többé ne történhessen meg újra. A bocsánatkérést az FIA elfogadta, és lezárták az ügyet. Ezzel a McLaren megúszta azt, hogy a következő, 2008. február 14-ére tervezett meghallgatáson esetleg felmerüljön az, hogy a 2008-as idényre tervezett autóik is túl nagy hasonlóságot mutatnak a Ferrarival, és hogy abból az idényből is kizárják őket.
2009. február 23-án Olaszországban is lezárult a büntetőeljárás. Mike Coughlant 180 ezer eurós pénzbüntetésre ítélték, három másik McLaren-dolgozót (Paddy Lowe, Jonathan Neale, Rob Taylor) pedig 150 ezer euróra. 2010. szeptember 29-én Nigel Stepneyt a brit bíróság 1 év 8 hónap szabadságvesztésre és 600 euró pénzbüntetésre ítélte ipari kémkedésért, szabotázsért és csalásért. Mivel azonban vádalkut kötött, ezért végül nem kellett börtönbe vonulnia. Stepney 2014. május 2-án közúti balesetben életét vesztette.

## Forráshivatkozások
1. ↑  https://www.reuters.com/article/idINIndia-29518720070914
2. ↑  http://www.autosport.com/news/report.php/id/60467
3. ↑  autosport.com - F1 News: Unhappy Stepney wants a sabbatical. web.archive.org, 2007. június 20. [2007. június 20-i dátummal az eredetiből archiválva]. (Hozzáférés: 2024. augusztus 12.)
4. ↑  http://www.autosport.com/news/report.php/id/56889
5. ↑  autosport.com - F1 News: Ferrari's Stepney faces criminal enquiry. web.archive.org, 2007. június 25. [2007. június 25-i dátummal az eredetiből archiválva]. (Hozzáférés: 2024. augusztus 12.)
6. ↑  http://www.itv-f1.com/News_Article.aspx?PO_ID=39875
7. ↑  autosport.com - F1 News: McLaren suspect is Mike Coughlan. web.archive.org, 2007. július 5. [2007. július 5-i dátummal az eredetiből archiválva]. (Hozzáférés: 2024. augusztus 12.)
8. ↑  'Police raid found Ferrari documents at McLaren designer's home' - Planet-F1 News - from planet-f1.com. web.archive.org, 2007. július 7. [2007. július 7-i dátummal az eredetiből archiválva]. (Hozzáférés: 2024. augusztus 12.)
9. ↑  Archivált másolat. [2007. július 12-i dátummal az eredetiből archiválva]. (Hozzáférés: 2024. augusztus 12.)
10. ↑  The Times & The Sunday Times (angol nyelven). www.thetimes.com, 2024. augusztus 12. (Hozzáférés: 2024. augusztus 12.)
11. ↑  autosport.com - F1 News: Spy case court hearing adjourned. web.archive.org, 2007. július 12. [2007. július 12-i dátummal az eredetiből archiválva]. (Hozzáférés: 2024. augusztus 12.)
12. ↑  autosport.com - F1 News: Ferrari, Coughlans reach agreement. web.archive.org, 2007. július 13. [2007. július 13-i dátummal az eredetiből archiválva]. (Hozzáférés: 2024. augusztus 12.)
13. ↑  F1 News - Grandprix.com. web.archive.org, 2007. augusztus 18. [2007. augusztus 18-i dátummal az eredetiből archiválva]. (Hozzáférés: 2024. augusztus 12.)
14. ↑  http://www.fia.com/mediacentre/Press_Releases/FIA_Sport/2007/November/081107-01.html
15. ↑  BBC SPORT | Motorsport | Formula One | Renault face McLaren spy charge. web.archive.org, 2007. november 10. [2007. november 10-i dátummal az eredetiből archiválva]. (Hozzáférés: 2024. augusztus 12.)
16. ↑  Archivált másolat. [2007. július 7-i dátummal az eredetiből archiválva]. (Hozzáférés: 2024. augusztus 12.)
17. ↑  http://www.itv-f1.com/News_Article.aspx?PO_ID=39942
18. ↑  autosport.com - F1 News: FIA summons McLaren in spy case. web.archive.org, 2007. július 14. [2007. július 14-i dátummal az eredetiből archiválva]. (Hozzáférés: 2024. augusztus 12.)
19. ↑  FIA imposes no penalty on McLaren - F1 - Autosport. web.archive.org, 2016. november 26. [2016. november 26-i dátummal az eredetiből archiválva]. (Hozzáférés: 2024. augusztus 12.)
20. ↑  Ferrari furious with McLaren's reprieve - F1 news - AUTOSPORT.com. web.archive.org, 2016. március 3. [2016. március 3-i dátummal az eredetiből archiválva]. (Hozzáférés: 2024. augusztus 12.)
21. ↑  F1 News - Grandprix.com. web.archive.org, 2007. augusztus 20. [2007. augusztus 20-i dátummal az eredetiből archiválva]. (Hozzáférés: 2024. augusztus 12.)
22. ↑  itv.com/f1 - McLaren hits back at Ferrari. web.archive.org, 2007. szeptember 27. [2007. szeptember 27-i dátummal az eredetiből archiválva]. (Hozzáférés: 2024. augusztus 12.)
23. ↑  McLaren hit out at Ferrari - F1 news - AUTOSPORT.com. web.archive.org, 2016. március 3. [2016. március 3-i dátummal az eredetiből archiválva]. (Hozzáférés: 2024. augusztus 12.)
24. ↑  Was Dennis to blame in McLaren's Hungary row? · F1 Fanatic. web.archive.org, 2017. szeptember 30. [2017. szeptember 30-i dátummal az eredetiből archiválva]. (Hozzáférés: 2024. augusztus 12.)
25. ↑  autosport.com - F1 News: Mosley and Dennis clear the air. web.archive.org, 2007. október 23. [2007. október 23-i dátummal az eredetiből archiválva]. (Hozzáférés: 2024. augusztus 12.)
26. ↑  Archivált másolat. [2007. szeptember 8-i dátummal az eredetiből archiválva]. (Hozzáférés: 2024. augusztus 12.)
27. ↑  https://web.archive.org/web/20071022060508/http://www.fia.com/resources/documents/17844641__WMSC_Decision_130907.pdf
28. ↑  autosport.com - F1 News: FIA: McLaren have queried Renault. web.archive.org, 2007. szeptember 14. [2007. szeptember 14-i dátummal az eredetiből archiválva]. (Hozzáférés: 2024. augusztus 12.)
29. ↑  BBC SPORT | Motorsport | Formula One | McLaren hit by constructors' ban. web.archive.org, 2021. november 7. [2021. november 7-i dátummal az eredetiből archiválva]. (Hozzáférés: 2024. augusztus 12.)
30. ↑  Retro – A McLaren bocsánatkéréssel megúszta a kémbotrány folytatását (hu-HU nyelven). Formula.hu. (Hozzáférés: 2024. augusztus 12.)
31. ↑  McLaren 'spy' case ended in Italy - F1 | ITV Sport. web.archive.org, 2009. február 26. [2009. február 26-i dátummal az eredetiből archiválva]. (Hozzáférés: 2024. augusztus 12.)
32. ↑  Stepney given prison sentence - F1 | ITV Sport. archive.ph, 2010. október 3. [2010. október 3-i dátummal az eredetiből archiválva]. (Hozzáférés: 2024. augusztus 12.)
33. ↑  Közúti balesetben életét vesztette Nigel Stepney (hu-HU nyelven). Formula.hu. (Hozzáférés: 2024. augusztus 12.)